# Ami Yuasa
Ami Yuasa, nota come Ami (in giapponese 湯浅亜実?; Kawaguchi, 11 dicembre 1998), è una danzatrice giapponese che vinto la medaglia d'oro per il Giappone ai Giochi della XXXIII Olimpiade nella break dance femminile.
Ha inoltre vinto il primo campionato mondiale femminile Red Bull BC One nel 2018 e il WDSF World Breaking Champions nel 2019 e nel 2022. È un membro della Good Foot Crew.

## Biografia

### Formazione
Yuasa proviene dalla prefettura di Saitama. Si è diplomata alla scuola superiore di Kawaguchi e si è laureata all'università Komazawa nel dipartimento di Letteratura angloamericana della facoltà di Lettere.

### Carriera
Yuasa ha iniziato a studiare danza hip hop in prima elementare, sotto l'influenza della sorella maggiore Ayu, e breaking in particolare dalla quinta elementare.
Nell'aprile 2018, a Zurigo, Yuasa ha vinto la prima finale mondiale femminile del Red Bull BC One, mentre nel 2019 ha vinto l'edizione inaugurale del WDSF World Breaking Championship a Nanchino, in Cina. Nel settembre dello stesso anno, Yuasa ha vinto il primo World Urban Championship a Budapest.
Nel novembre 2020, ha vinto il secondo All Japan Breaking Championship nella divisione Open B-Girl. Nel 2021, Yuasa è arrivata sul podio del WDSF World Breaking Championship a Parigi; non ha vinto due volte di seguito ma è arrivata al terzo posto con sua sorella Ayu.
Yuasa ha partecipato ai Giochi mondiali 2022 nella competizione di danza sportiva, in cui ha vinto la medaglia d'oro nell'evento dedicato alle b-girl. Nell'ottobre 2022, ha vinto per la seconda volta il WDSF World Breaking Championships a Seul.
Nell'estate 2024 Yuasa ha rappresentato il Giappone per la break dance ai Giochi della XXXIII Olimpiade, conquistando la medaglia d'oro nella sua categoria.